# Nahuel Rowing Club

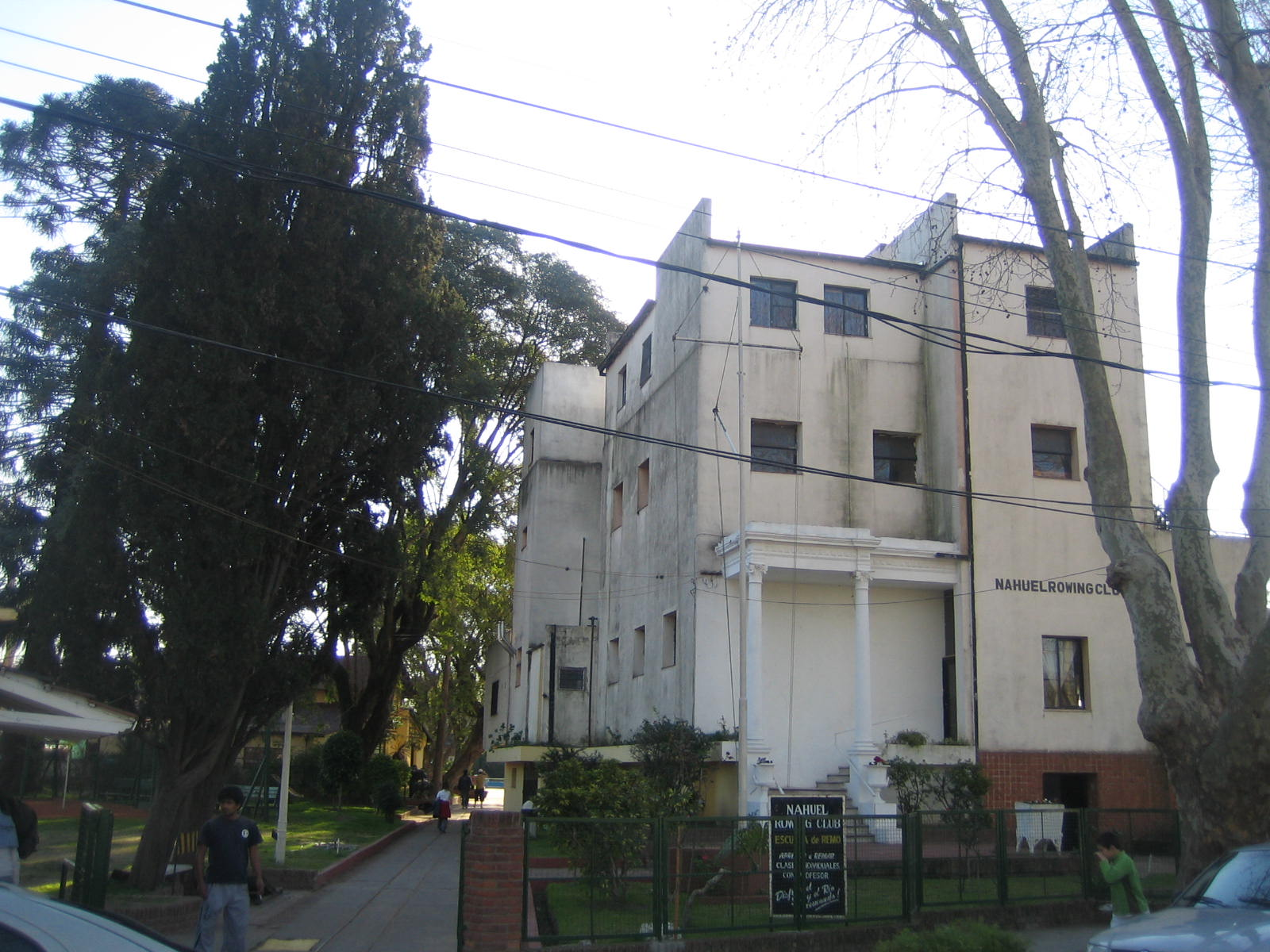
Entrada de la sede del Tigre del club.

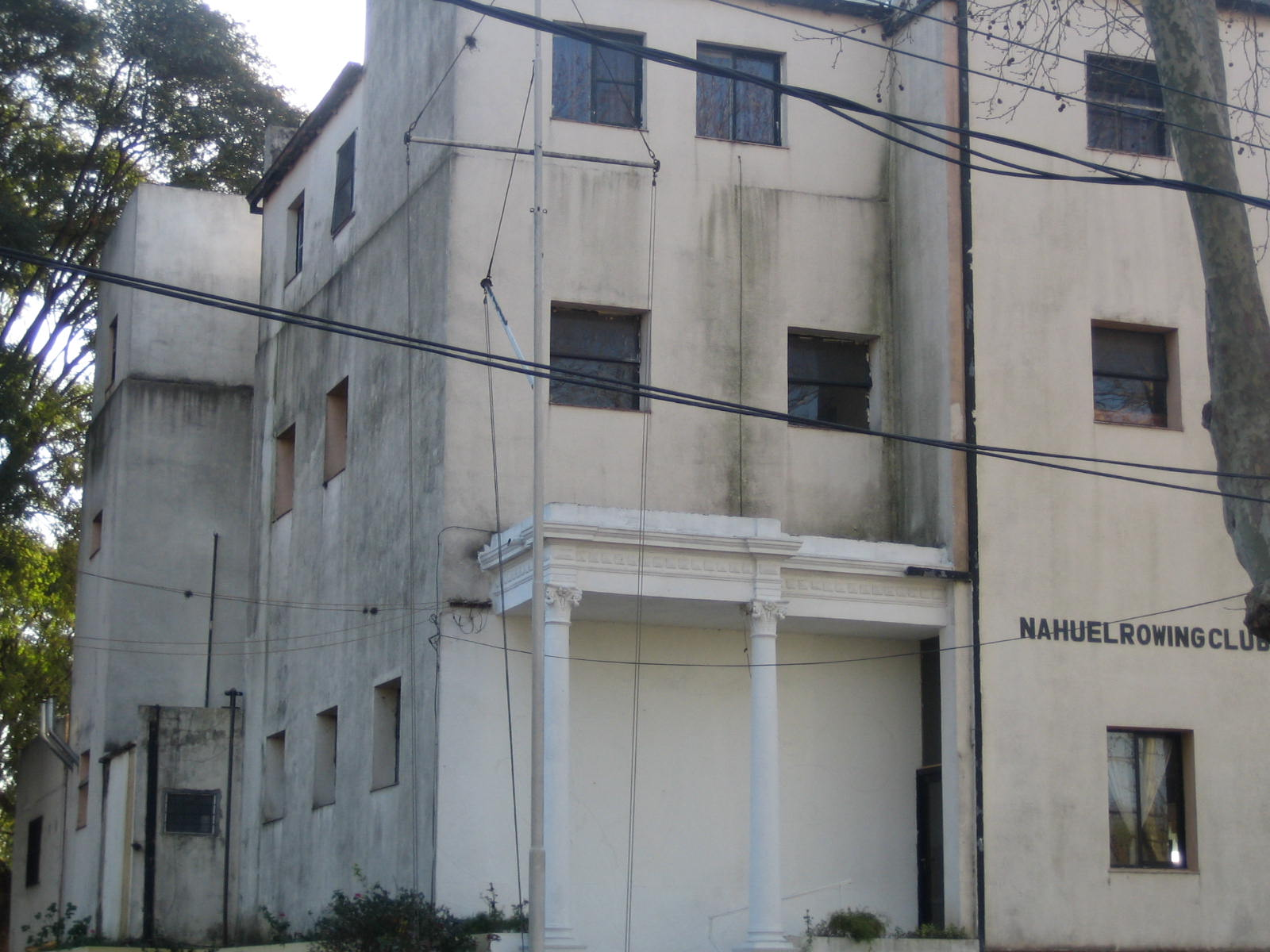
Otra imagen de la sede del club.

El Nahuel Rowing Club es un club privado con fines deportivos situado en la ciudad de Tigre en la Provincia de Buenos Aires a unos 30 km de la ciudad de Buenos Aires, Argentina.

## Origen del nombre
El nombre del club se compone de la palabra «Nahuel», palabra de origen mapuche que significa "tigre-yaguareté", la palabra «Rowing» refiere a la actividad deportiva del remo en inglés. Rowing Club es la denominación elegida para dar nombre a varios clubes que se dedican a esta actividad el partido de Tigre.
El nombre del club originalmente era Nacional Rowing Club, cambiando en el año 1937 por Nahuel Rowing Club siendo esta la cual denominación del Club.

## Historia
El club fue fundado el 9 de junio de 1916.
Su primer local en arrendamiento estuvo ubicado en la calle Oliveira Cezar N.º 30 frente al río Luján para luego pasar a ocupar su actual sede sobre la calle Lavalle sobre el río Tigre.
Su flota inicial fue de 8 embarcaciones la cual con el correr de los años y gracias a tener carpintería los botes fueron aumentando en cantidad y calidad.

## Instalaciones
El club posee un quincho con 15 parrillas y mesas, con capacidad para 70 personas para poder hacer asados.

### Instalaciones deportivas
El club se especializa en el remo, como muchos de los clubes de la zona, por lo que posee un gran galpón donde se almacenan los botes de alquiler. Se accede al río mediante una amplia rampa, que se extiende sobre la costa, cruzando la calle. El club cuenta además con  botes de competición de gran calidad, para que los remeros oficiales tengan alto rendimiento.
Además cuenta con 5 canchas de tenis, con buena iluminación para partidos nocturnos, una de pádel, una de fútbol, varias mesas de ping-pong, una piscina semiolímpica, otra para niños y frontón.

### Salón de Fiestas y Restaurante
Posee un amplio salón de fiestas y un restaurante abierto al público. Además un bufet (solo para socios).

### Hotel
El club posee habitaciones en alquiler y dormitorios para socios e invitados.

### Vestuarios
El club posee vestuarios para hombres y mujeres.

## Competencias deportivas
El club organiza una competición iterclubes denominada "Copa Nahuel Rowing Club" la cual lleva 7 ediciones disputándose. La fiscalización de la misma es realizada por la C.R.I.T (siglas de la Comisión de la Regata Internacional de Tigre).